# Tannington
Tannington är en ort och civil parish i Storbritannien.   Den ligger i grevskapet Suffolk och riksdelen England, i den sydöstra delen av landet, 130 km nordost om huvudstaden London. Tannington ligger 62 meter över havet och antalet invånare är 110.
Terrängen runt Tannington är mycket platt. Runt Tannington är det ganska tätbefolkat, med 129 invånare per kvadratkilometer. Närmaste större samhälle är Woodbridge, 19,2 km söder om Tannington. Trakten runt Tannington består till största delen av jordbruksmark.